# Alfredo Acton
Alfredo Acton (Castellammare di Stabia 12 de septiembre de 1867-Nápoles 26 de marzo de 1934), militar y hombre de estado italiano, originario de Nápoles, que fue hecho barón Acton en 1925.

## Biografía
Participó en la campaña de África en 1901, en la de Extremo Oriente en 1911-1912, en la guerra Ítalo-Turca y en la I Guerra Mundial (1915-1918), durante la cual obtuvo el grado de almirante. 
Fue senador (1927 y 1928), miembro suplente de la comisión de acusación de la alta corte de Justicia (1934), miembro de la comisión para el diseño de leyes para la conversión de los decretos ley (1930-1934), Presidente del Comité de los Almirantes (1932), presidente del consejo superior de la Marina, ministro de estado (10 de febrero de 1934), delegado en la conferencia de limitación de armamento de Londres (1930) y en la de Ginebra para el desarme (1932). Caballero de la orden de la corona de Italia (1900), en la que tuvo diversos cargos, Caballero de la orden de San Mauricio y San Lázaro (1908), también con diversos cargos, caballero oficial de la orden militar de Saboya (1917), gran oficial de la legión de honor de Francia (1920), gran oficial de la orden del Salvador de Grecia (1919), gran cordón de la orden del mérito naval en España (1925), caballero de la orden del Sacro Tesoro del Japón. Fue condecorado con diversas medallas.